# Trajectum Lumen

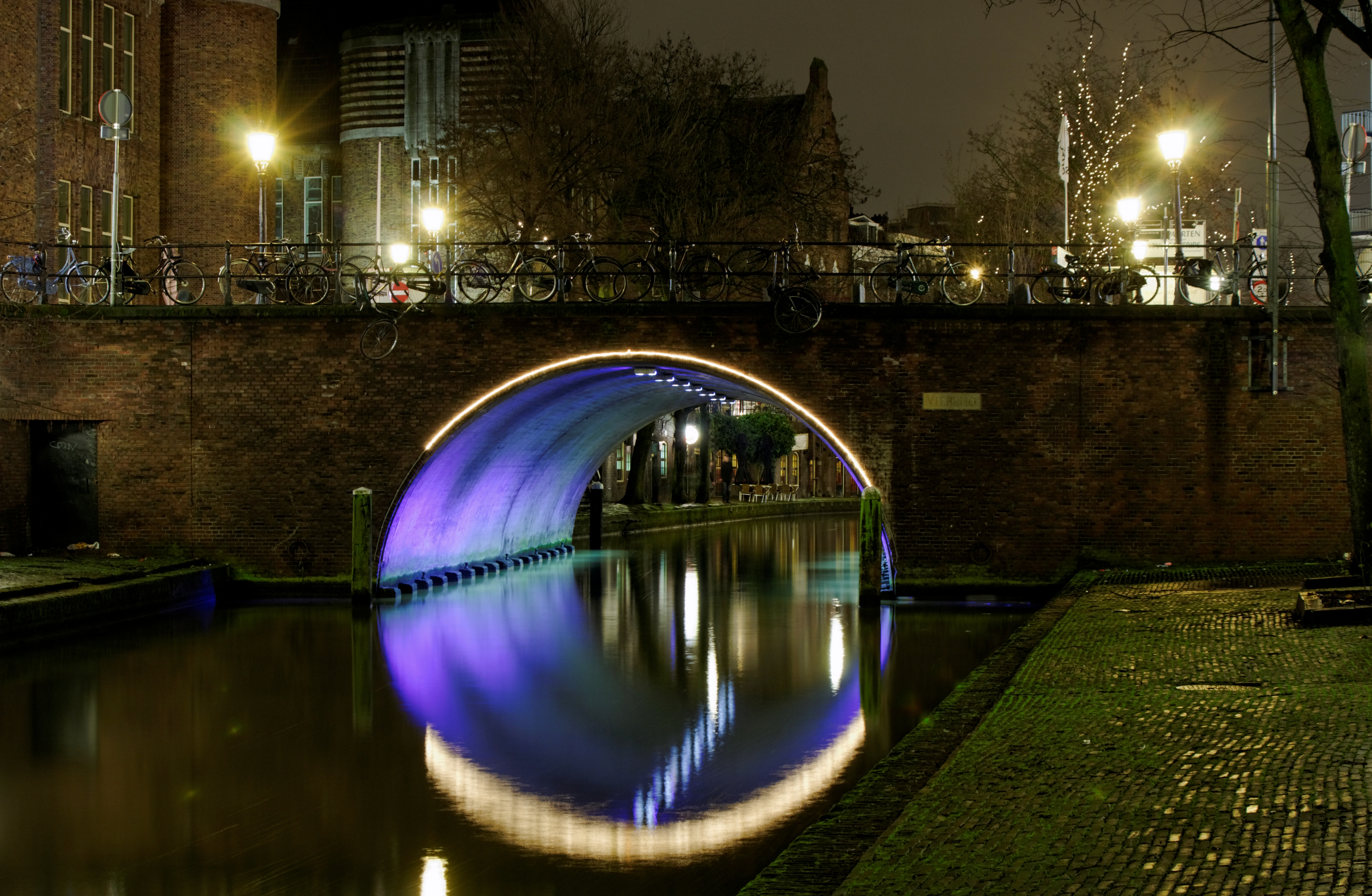
De Viebrug over de Oudegracht, een van de locaties

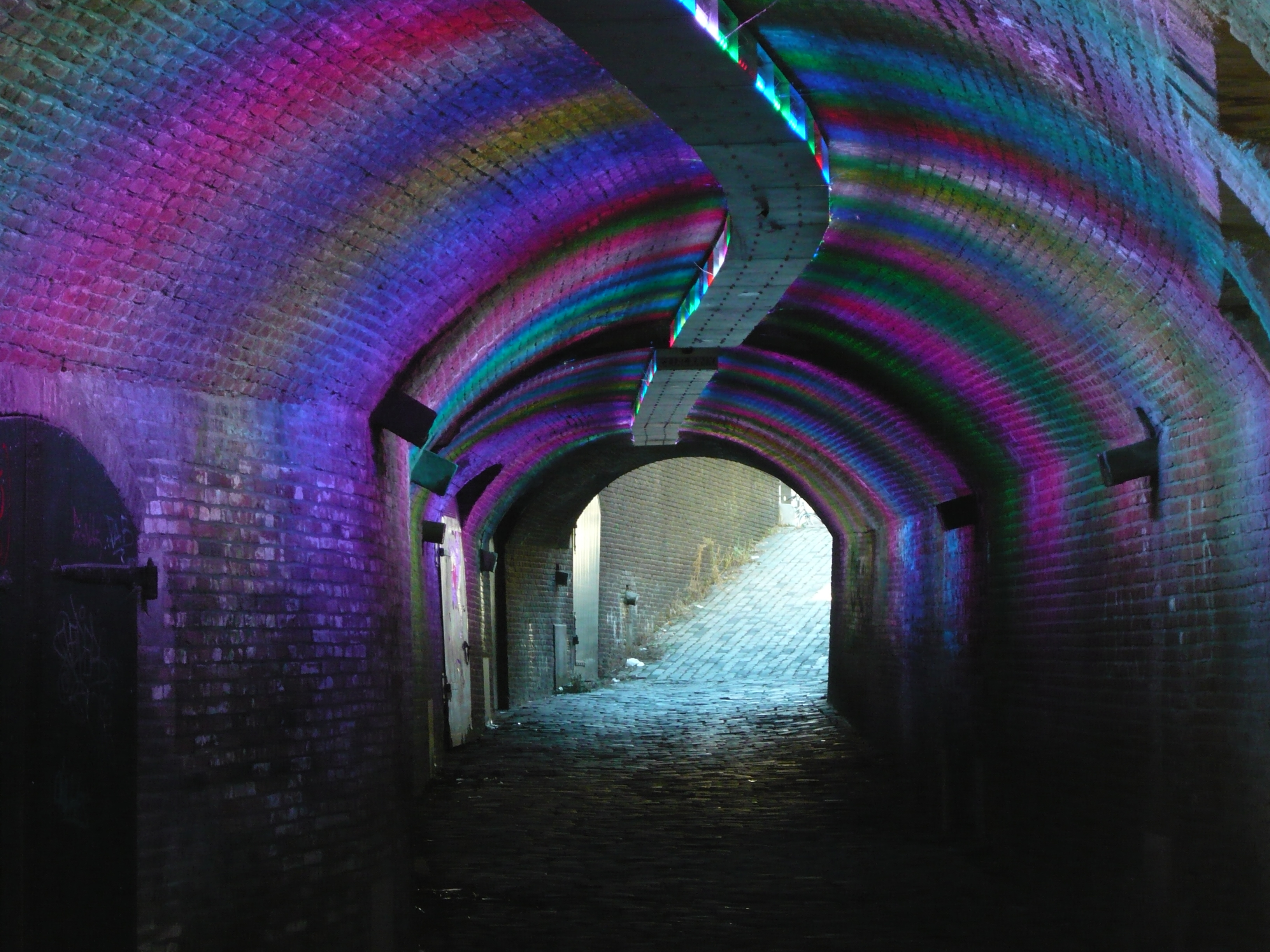
Wed aan de Ganzenmarkt

Trajectum Lumen (Latijn, "Utrecht Licht") is een lichtprojectieproject in de Utrechtse binnenstad. Op 7 april 2010 opende burgemeester Aleid Wolfsen 18 lichtkunstwerken van binnen- en buitenlandse kunstenaars en studenten van de Hogeschool voor de Kunsten Utrecht. De bedoeling is dit uit te breiden tot 25 lichtprojecties die in ieder geval tot 2018 dagelijks plaatsvinden van zonsondergang tot middernacht. Voor geïnteresseerden is er een wandelroute langs de lichtkunstwerken uitgezet die anderhalf uur duurt.
Het kosten voor het project bedragen ten minste 3,5 miljoen euro. Het geld komt uit de toeristenbelasting, van de Europese Commissie, het Ministerie van Economische Zaken, de provincie Utrecht en de Universiteit Utrecht.

## Locaties
- Vredenburg
- Neudeflat
- Wed aan de Ganzenmarkt
- Bruggen over de Oudegracht
- Stadhuis
- Sint-Willibrordkerk
- Janskerk
- Drift
- Kromme Nieuwegracht
- Pieterskerk
- Nieuwegracht
- Domplein
- Buurkerkhof

## Kunstenaars
Erik Groen, Har Hollands, Norbert Wasserfurth & Ziut, Titia Ex,  Atelier Lek, Paul Baartmans, Vos, Smits & Visser, Aldo Hoeben, Jacqueline Verhaagen, Okra Landschapsarchitecten Gabriel Lester en studenten van de Hogeschool voor de Kunsten Utrecht.